# Johann Großmann
Johann Großmann (* 27. Juni 1895 in Quadrath; † 30. August 1986) war ein deutscher Politiker (SPD).

## Leben und Beruf
Nach dem Besuch der Volksschule und Ausbildung legte er 1912 die Prüfung zum Handlungsgehilfen ab und war im Schloss Frens als Renteiangestellter tätig. Von 1914 bis 1918 absolvierte Großmann den Kriegsdienst. Es schlossen sich Tätigkeiten in der Verwaltung und in der Wirtschaft an. Ab 1931 war er kaufmännischer Angestellter beim Kraftwerk Fortuna. Seit 1925 war er Mitglied der SPD. Seit 1912 war er Gewerkschaftsmitglied, 1946 wurde er Mitglied der Industriegewerkschaft Bergbau.
Er war verheiratet und hatte zwei Kinder.

## Abgeordneter
Vom 13. Juli 1954 bis zum 21. Juli 1958 war Großmann Mitglied des Landtags des Landes Nordrhein-Westfalen. Der Einzug in den Landtag erfolgte über den Listenplatz 29 der Reserveliste.
Von 1927 bis 1933 war er Gemeindevertreter in Oberaußem und von 1932 bis 1933 Kreistagsmitglied des Kreises Bergheim (Erft). Dem Kreistag gehörte er wieder ab 1946 an. Von 1952 bis 1964 war er Mitglied der Amtsvertretung des Amtes Bergheim.

## Öffentliche Ämter
Von November 1948 bis Dezember 1952 war er Landrat des Kreises Bergheim/Erft und von 1952 bis 1964 Amtsbürgermeister.